# Експерименти Кауфмана — Бухерера — Ноймана

Мал. 1. Вимірювання Вальтера Кауфмана відношення заряду електрона до його маси для різних швидкостей електрона. Джерело радію на дні вакуумної камери випускало бета-частинки різної енергії. Паралельні поля E та B у поєднанні з апертурою-обскурою дозволяли потрапляти на фотопластинку вгорі лише електронам із певними комбінаціями напрямку та швидкості. (а) Вигляд пристрою спереду ілюструє рівномірне прискорення, яке надають бета-частинкам заряджені пластини конденсатора. (б) Вигляд збоку пристрою ілюструє коловий рух бета-частинок поперек поля B. (с) Фотопластинка зафіксувала вигнуту смугу, яку проаналізовано для визначення відношення e/m при зміні v відповідно до різних теоретичних припущень.

Експерименти Кауфмана — Бухерера — Ноймана — експерименти з визначення залежності інерційної маси (або імпульсу) об'єкта від його швидкості. Історичне значення цієї серії експериментів, проведених різними фізиками між 1901 і 1915 роками, пов'язане з тим, що їх результати використовувалися для перевірки передбачень спеціальної теорії відносності. Розвиток точності та аналізу даних цих експериментів і подальший вплив на теоретичну фізику в ті роки досі є предметом активних історичних дискусій, оскільки ранні експериментальні результати спочатку суперечили щойно опублікованій теорії Ейнштейна, але пізніші версії цього експерименту підтвердили її. Про сучасні експерименти такого роду див. Дослідне визначення релятивістської енергії та імпульсу, для загальної інформації див. Дослідна перевірка спеціальної теорії відносності.

## Історичний контекст
1896 року Анрі Беккерель відкрив радіоактивний розпад низки хімічних елементів. Згодом виявлено, що бета-випромінювання цих елементів складається з частинок із від'ємним зарядом. Пізніше ці частинки ототожнено з електроном, який 1897 року відкрив Дж. Дж. Томсон у експериментах із катодними променями.
Інтерес був пов'язаний з теоретичним передбаченням Дж. Дж. Томсона 1881 року щодо електромагнітної маси, який показав, що електромагнітна енергія дає внесок у масу рухомого зарядженого тіла. Томсон (1893) і Джордж Фредерік Чарльз Серл (1897) також обчислили, що ця маса залежить від швидкості і що вона стає нескінченно великою, коли тіло рухається зі швидкістю світла відносно світлоносного ефіру. Також Гендрік Лоренц (1899, 1900) передбачав таку залежність від швидкості як наслідок у своїй теорії електронів. У цей час електромагнітну масу поділяли на «поперечну» і «подовжню» масу й іноді називали «уявною масою», а інваріантну ньютонівську масу називали «реальною масою». З іншого боку, німецький теоретик Макс Абрагам був переконаний, що зрештою виявиться, що вся маса має електромагнітне походження, і що ньютонівську механіку буде включено до законів електродинаміки.
Поняття (поперечної) електромагнітної маси {\displaystyle m_{T}}, засноване на конкретних моделях електрона, пізніше перетворилося на суто кінематичне поняття релятивістської маси, що стосується всіх форм енергії, а не тільки електромагнітної енергії. Однак поняття релятивістської маси, хоча й часто згадуване в популярних роботах із теорії відносності, нині рідко використовують професійні фізики, замінюючи його поняттями релятивістської енергії та імпульсу, які також передбачають, що масивні тіла не можуть досягти швидкості світла. Це пов'язано з тим, що ці фізичні величини включають фактор Лоренца:
{\displaystyle {\frac {m_{T}}{m}}={\frac {p}{mv}}={\frac {E}{mc^{2}}}={\frac {1}{\sqrt {1-{\frac {v^{2}}{c^{2}}}}}}}
Таким чином, експерименти Кауфмана — Бухерера — Ноймана можна розглядати як ранні досліди з перевірки релятивістських виразів для енергії та імпульсу. (Для подальшого історичного опису експериментів, як і раніше, використовують поняття «поперечна» або «релятивістська маса»).

## Експерименти Кауфмана

### Перші експерименти

Мал. 2. Вимірювання Кауфмана 1901 (виправлені в 1902) показали, що відношення заряду до маси електрона зменшується при збільшенні швидкості, і, таким чином, імпульс (або маса) електрона зростає зі швидкістю. Зверніть увагу, що для електрона у спокої emu/gm.

Вальтер Кауфман почав експериментувати з бета-променями, використовуючи пристрій, схожий на електронно-променеву трубку, де джерелом електронів були атоми радію, поміщеного у вакуумну камеру (див. мал. 1). Випромінювання, що випускається радієм, на той час називали променями Беккереля. На відміну від відомих тоді катодних променів, які досягали швидкості лише до 0,3 с, де с — швидкість світла, промені Беккереля досягали швидкості до 0,9 с. Однак, оскільки бета-частинки мають різні швидкості, випромінювання було неоднорідним. Тому Кауфман прикладав електричні та магнітні поля, вирівняні паралельно одне одному, так що викликані ними відхилення були перпендикулярними одне одному. Засвічення фотопластинки створювало криву відхилення, окремі точки якої відповідали певній швидкості та певній масі електронів. Змінюючи знак заряду конденсатора, а отже й напрям електричного поля, можна було отримати дві симетричні криві, центральна лінія яких визначала напрямок відхилення траєкторії в магнітному полі.
Кауфман опублікував перший аналіз своїх даних 1901 року; він дійсно зміг виміряти зменшення відношення заряду до маси, тим самим продемонструвавши, що маса або імпульс зростають зі швидкістю. Використовуючи формулу Серла (1897) для збільшення електромагнітної енергії заряджених тіл зі швидкістю, він обчислив збільшення електромагнітної маси електрона залежно від швидкості:
{\displaystyle \phi (\beta )={\frac {3}{4\beta ^{2}}}\left[{\frac {1}{\beta }}\lg {\frac {1-\beta }{1+\beta }}+{\frac {2}{1-\beta ^{2}}}\right],\;\beta ={\frac {v}{c}}} ,
Кауфман помітив, що спостережуване збільшення не можна пояснити цією формулою, тому він розділив виміряну загальну масу на механічну (справжню) масу і електромагнітну (уявну) масу, причому механічна маса була значно більшою від електромагнітної. Однак він припустився двох помилок: як показав Макс Абрагам, Кауфман не зауважив, що формула Серла застосовна тільки в поздовжньому напрямку, але для вимірювання відхилення була потрібна формула для поперечного напрямку. Тому Абрагам увів «поперечну електромагнітну масу» з такою залежністю від швидкості:
{\displaystyle \phi (\beta )={\frac {3}{4\beta ^{2}}}\left({\frac {1+\beta ^{2}}{2\beta }}\lg {\frac {1+\beta }{1-\beta }}-1\right),}
Кауфман також припустився розрахункової помилки при виведенні кривих прогину. Ці помилки він виправить у роботі 1902 року.
У 1902 та 1903 роках Кауфман провів ще одну серію дослідів із оновленими та покращеними експериментальними методами. Результати він інтерпретував як підтвердження теорії Абрагама та припущення, що маса електрона має повністю електромагнітне походження.
Герман Штарке провів аналогічні вимірювання 1903 року, хоча він використовував катодні промені, обмежені 0,3c. Він свої результати інтерпретував як такі, що узгоджуються з результатами Кауфмана.

### Конкурентні теорії

Мал. 3. Прогнози залежності поперечної електромагнітної маси від швидкості за теоріями Абрагама, Лоренца та Бухерера.

1902 року Макс Абрагам опублікував теорію, засновану на припущенні, що електрон є твердою ідеальною сферою, заряд якої рівномірно розподілений по її поверхні. Як пояснювалося вище, він увів так звану «поперечну електромагнітну масу» крім «поздовжньої електромагнітної маси» і стверджував, що вся маса електрона має електромагнітне походження.
Тим часом Лоренц (1899, 1904) розширив свою теорію електронів, припускаючи, що заряд електрона розподілений по всьому його об'єму, і що в досліді Кауфмана його форма стискатиметься в напрямку руху та залишатиметься незмінною в поперечних напрямках. На подив Кауфмана, Лоренц зміг показати, що його модель також узгоджується з його експериментальними даними. Цю модель додатково розробив та вдосконалив Анрі Пуанкаре (1905), так що тепер теорія Лоренца узгоджувалася з принципом відносності.
Аналогічну теорію розвинули 1904 року Альфред Бухерер та Поль Ланжевен з тією різницею, що загальний об'єм, який займає деформований електрон, вважався незмінним. Виявилося, що прогноз цієї теорії ближчий до теорії Абрагама, ніж до теорії Лоренца.
Зрештою, спеціальна теорія відносності Альберта Ейнштейна (1905) передбачила змінення маси точкового електрона за рахунок властивостей перетворення між системою спокою частинки та лабораторною системою, в якій проводилися вимірювання. Математично цей розрахунок передбачає ту саму залежність між швидкістю і масою, що й теорія Лоренца, хоча спирається на зовсім інші фізичні концепції.
Якщо говорити про збільшення поперечної електромагнітної маси, передбачення різних теорій описують такі вирази (рис. 3):
{\displaystyle {\begin{aligned}&{\text{Абрагам}}&\phi (\beta )&={\frac {3}{4\beta ^{2}}}\left({\frac {1+\beta ^{2}}{2\beta }}\lg {\frac {1+\beta }{1-\beta }}-1\right)\\&{\text{Лоренц--Ейнштейн}}&\phi (\beta )&=(1-\beta ^{2})^{-1/2}\\&{\text{Бухерер--Ланжевен}}&\phi (\beta )&=(1-\beta ^{2})^{-1/3}\end{aligned}}}

### Експерименти 1905 року
Щоб зробити вибір між цими теоріями, Кауфман знову провів свої експерименти з більшою точністю. Він вважав, що остаточно спростував формулу Лоренца — Ейнштейна і, отже, також спростував принцип відносності. На його думку, єдиними варіантами, що залишилися, були теорії Абрагама й Бухерера. Спантеличений Лоренц написав, що він не розуміє, що відбувається (англ. at the end of his Latin).
Проте експеримент Кауфмана зазнав критики. Незабаром після того, як Кауфман опублікував свої результати та висновки свого аналізу, Макс Планк вирішив повторно проаналізувати дані, отримані в ході експерименту. У 1906 та 1907 роках він опублікував власний висновок про поведінку інерційної маси електронів з великими швидкостями. Використовуючи лише дев'ять точок даних з публікації Кауфмана 1905 року, він переобчислив точне налаштування полів для кожної точки і порівняв виміри з прогнозами двох конкурентних теорій. Він показав, що результати Кауфмана не є цілком вирішальними і можуть призвести до надсвітлових швидкостей. 1907 року Ейнштейн зауважив, що хоча результати Кауфмана краще узгоджуються з теоріями Абрагама й Бухерера, ніж з його власними, засади інших теорій неправдоподібні і, отже, мають лише невелику ймовірність бути правильними.

## Подальші експерименти

### Бухерер

Мал. 4. Вигляд зверху. Експериментальна установка Бухерера.
Мал. 5. Переріз по осі круглого конденсатора під кутом α до магнітного поля H.

Основною проблемою експериментів Кауфмана було використання ним паралельних магнітних та електричних полів, на що вказував Адольф Бестельмеєр (1907). Використовуючи метод, заснований на перпендикулярних магнітних і електричних полях (введений Дж. Дж. Томсоном і розвинений до фільтра швидкостей Вільгельмом Віном), Бестельмеєр отримав дуже відмінні значення відношення заряду до маси для катодних променів аж до 0,3с. Однак він додав, що його експеримент не був достатньо точним, щоб із певністю вибрати правильну теорію.
Тому Альфред Бухерер 1908 року провів точне вимірювання, використовуючи фільтр швидкостей, аналогічний фільтру Бестельмеєра (мал. 4 і 5). Бета-джерело радію містилося в центрі круглого конденсатора, що складається з двох пластин із посрібленого скла, розташованих на відстані 0,25 мм одна від одної, при напрузі 500 вольт в однорідному магнітному полі з індукцією 140 Гс. Радій випромінював бета-промені у всіх напрямках, але в будь-якому конкретному напрямку α тільки ті бета-промені виходили з фільтра швидкостей, швидкість яких була така, що електричне та магнітне поля точно взаємно компенсувалися. Після виходу з конденсатора промені відхилялися магнітним полем і експонували фотопластинку, встановлену паралельно краю конденсора і перпендикулярно невідхиленим променям.

Мал. 6. Дані Бухерера в п'яти експериментах.

Мал. 7. Дані Вольца в 13 експериментах.

Для остаточного аналізу Бухерер перерахував виміряні значення п'яти прогонів за формулами Лоренца і Абрагама відповідно, щоб одержати відношення заряду до маси, так, ніби електрони перебували в стані спокою. Оскільки для нерухомих електронів це відношення не змінюється, точки даних повинні розташовуватися на одній горизонтальній лінії (див. мал. 6). Однак це було приблизно лише в тому випадку, коли дані розраховувалися за формулою Лоренца, а результати за формулою Абрагама різко відхилялися (червона та синя лінії — середнє значення за обома формулами). Узгодженість із формулою Лоренца — Ейнштейна Бухерер витлумачив як підтвердження принципу відносності та теорії Лоренца — Ейнштейна — результат, який зразу ж схвалили Лоренц, Ейнштейн і Герман Мінковський.
Крім того, установку Бухерера вдосконалив 1909 року його учень Курт Вольц, який також отримав узгодженість із формулою Лоренца — Ейнштейна (хоч і не порівняв формулу Абрагама зі своїми даними, рис. 7).
Попри те, що багато фізиків прийняли результат Бухерера, все ж залишалися деякі сумніви. Наприклад, Бестельмеєр опублікував статтю, де поставив під сумнів правильність результату Бухерера. Він стверджував, що один експеримент сам по собі не може встановити правильність важливого фізичного закону, що результат Бухерера може бути значно спотвореним некомпенсованими променями, які досягають фотопластинки, і необхідні великі протоколи даних і аналіз помилок. За полемічною суперечкою між цими двома вченими була низка публікацій, у яких Бестельмеєр стверджував, що на експерименти Вольца впливають ті ж проблеми.

### Гупка
На відміну від Кауфмана та Бухерера, Карл Еріх Гупка (1909) використовував для своїх вимірювань катодні промені зі швидкістю 0,5c. Випромінювання (генероване на мідному катоді) сильно прискорювалося полем між катодом і анодом у високовакуумній розрядній трубці. Через анод, що служив діафрагмою, проходив промінь зі сталою швидкістю і малював тіньове зображення двох дротин Воластона на фосфоресцентному екрані за другою діафрагмою. Якщо за цією діафрагмою генерувався струм, промінь відхилявся і тіньове зображення зміщувалося. Результати збіглися з теорією Лоренца — Ейнштейна, хоча Гупка зауважив, що цей експеримент не дає остаточної відповіді. Згодом В. Гайль опублікував кілька статей, присвячених критиці та інтерпретації результату, на які відповів Гупка.

### Нойман та Гюї/Лаванші

Мал. 8. Нойманова оцінка 26 точок даних для кожної теорії.

1914 року Гюнтер Нойман провів нові вимірювання з використанням обладнання Бухерера, зокрема, зробивши деякі поліпшення у відповідь на критику Бестельмеєра, особливо питання про некомпенсовані промені, і вніс значні покращення до протоколів даних. Метод розрахунку був таким самим, як у Бухерера (див. мал. 6). Також і в цьому експерименті дані, що відповідають формулі Лоренца, містяться майже на одній горизонтальній лінії, як і потрібно, а дані, отримані за формулою Абрагама, різко відхиляються (рис. 8). Нойман дійшов висновку, що його експерименти узгоджуються з експериментами Бухерера і Гупки, безперечно довівши формулу Лоренца — Ейнштейна в діапазоні 0,4-0,7с, і спростував формулу Абрагама. Інструментальні похибки мали місце в діапазоні 0,7-0,8с, тому відхилення від формули Лоренца — Ейнштейна в цьому діапазоні не вважалося значним.

Мал. 9. Оцінка Гюї та Лаванші 25 точок даних для кожної теорії.

1915 року Шарль Гюї і Шарль Лаванші виміряли відхилення катодних променів за швидкостей 0,25-0,5с. Вони використовували для прискорення променів трубку з катодом та анодом. Діафрагма на аноді створювала пучок, що відхилявся. На кінці апарата розташовувався екран, на якому камерою знімалися удари частинок. Згодом вони вирахували відношення поперечної електромагнітної маси mT до маси спокою m0, позначене червоною та синьою кривими, і отримали гарну узгодженість із формулою Лоренца — Ейнштейна (див. рис. 9), що доповнює результат Ноймана.
Багато хто вважав, що експерименти Ноймана та Гюї/Лаванші остаточно доводять формулу Лоренца — Ейнштейна. Лоренц резюмував ці зусилля 1915 року:
Пізніші експерименти [..] підтвердили формулу [..] для поперечної електромагнітної маси, так що, ймовірно, єдине заперечення, яке можна було висунути проти гіпотези деформованого електрона та принципу відносності, тепер знято.

## Подальший розвиток

Мал. 10. Роджерс та ін. електростатичний спектрограф

Zahn & Spees (1938) та Faragó & Лайош Яноші (1954) стверджували, що багато припущень, використаних у цих ранніх експериментах щодо природи та властивостей електронів та експериментальної установки, були хибними або неточними. Як і у випадку з експериментами Кауфмана, експерименти Бухерера — Ноймана показали б лише якісне збільшення маси і не дозволяли зробити вибір між конкурентними теоріями.
У той час як результати цих експериментів з відхилення електронів тривалий час заперечувалися, дослідження тонкої структури водневих ліній Карла Глітчера (на основі робіт Арнольда Зоммерфельда) вже 1917 року дали чітке підтвердження формули Лоренца — Ейнштейна, оскільки релятивістські вирази для імпульсу та енергії були необхідними для виведення тонкої структури, і спростовували теорію Абрагама.

Мал. 11. Три точки даних Роджерса та ін ., відповідно до формули Лоренца — Ейнштейна.

Крім того, перші експерименти з відхилення електронів із достатньою точністю провели на досконалішій установці Роджерс та інші (1940). Ряд розпаду радію дає спектр бета-часток із широким діапазоном енергій. У ранніх вимірюваннях Кауфмана, Бухерера та інших використовувалися плоскі конденсатори з паралельними пластинами, які забезпечували фокусування бета-частинок. Роджерс замість цього побудував електростатичний спектрограф (мал. 10), здатний розділяти максимуми енергії окремих ліній бета-частинок з ряду розпаду радію. Електростатичний спектрограф складався із двох циліндричних сегментів, уміщених у залізну вакуумну камеру. Бета-промені випускала тонка платинова дротина, покрита активним напиленням радію. Розсіяні промені падали на щілину перед лічильником Гейгера. Дані цього експерименту об'єднали з попередніми вимірюваннями Hρ за допомогою магнітного спектрометра, щоб отримати відношення заряду до маси, яке згодом зіставили з прогнозами Лоренца та Абрагама для відношення поперечної маси та маси спокою. Усі точки розташувалися на кривій, що представляє формулу Лоренца — Ейнштейна, з точністю до 1 % (див. мал. 11) . Цей експеримент вважають достатньо точним, щоб розрізнити теорії.

## Сучасні перевірки
Відтоді проведено багато додаткових експериментів щодо перевірки релятивістського співвідношення енергії та імпульсу, зокрема й вимірювання відхилення електронів, і всі вони з високою точністю підтвердили спеціальну теорію відносності. Також у сучасних прискорювачах частинок регулярно підтверджуються передбачення спеціальної теорії відносності.

### Первинні джерела
1. ↑  Thomson, J. J. (1881), On the Electric and Magnetic Effects produced by the Motion of Electrified Bodies, Philosophical Magazine, 5, 11 (68): 229—249, doi:10.1080/14786448108627008
2. ↑  Searle, G.F.C (1897), On the Steady Motion of an Electrified Ellipsoid, Philosophical Magazine, 5, 44 (269): 329—341, doi:10.1080/14786449708621072
3. ↑  Lorentz, H.A. (1900), Über die scheinbare Masse der Ionen (On the Apparent Mass of the Ions), Physikalische Zeitschrift, 2 (5): 78—80
4. ↑  Kaufmann, W. (1901), Die magnetische und elektrische Ablenkbarkeit der Bequerelstrahlen und die scheinbare Masse der Elektronen, Göttinger Nachrichten (2): 143—168
5. ↑  Kaufmann, W. (1902), Über die elektromagnetische Masse des Elektrons, Göttinger Nachrichten (5): 291—296
6. ↑  Kaufmann, W. (1902), Die elektromagnetische Masse des Elektrons (The Electromagnetic Mass of the Electron), Physikalische Zeitschrift, 4 (1b): 54—56
7. ↑  Kaufmann, W. (1903), Über die "Elektromagnetische Masse" der Elektronen // Internet Archive, Göttinger Nachrichten (3): 90—103 {{citation}}: Зовнішнє посилання в |title= (довідка)
8. ↑  Starke, H. (1903). Über die elektrische und magnetische Ablenkung schneller Kathodenstrahlen. Verhandlungen der Deutschen Physikalischen Gesellschaft (13): 241—250.
9. ↑  Abraham, M. (1902). Dynamik des Electrons. Göttinger Nachrichten: 20—41.
10. ↑  Abraham, M. (1902). Prinzipien der Dynamik des Elektrons (Principles of the Dynamics of the Electron (1902)). Physikalische Zeitschrift. 4 (1b): 57—62.
11. ↑  Abraham, M. (1903). Prinzipien der Dynamik des Elektrons. Annalen der Physik. 10 (1): 105—179. Bibcode:1902AnP...315..105A. doi:10.1002/andp.19023150105.
12. ↑  Lorentz, Hendrik Antoon (1904), Electromagnetic phenomena in a system moving with any velocity smaller than that of light, Proceedings of the Royal Netherlands Academy of Arts and Sciences, 6: 809—831
13. ↑  Poincaré, Henri (1906), Sur la dynamique de l'électron (On the Dynamics of the Electron), Rendiconti del Circolo Matematico di Palermo, 21: 129—176
14. ↑  A.H. Bucherer, Mathematische Einführung in die Elektronentheorie, Teubner, Leipzig 1904, p. 57
15. ↑  Einstein, Albert (1905), Zur Elektrodynamik bewegter Körper, Annalen der Physik (10): 891—921. See also: English translation.
16. ↑  Kaufmann, W. (1905), Über die Konstitution des Elektrons (On the Constitution of the Electron), Sitzungsberichte der Königlich Preussischen Akademie der Wissenschaften (45): 949—956
17. ↑  Kaufmann, W. (1906), Über die Konstitution des Elektrons (On the Constitution of the Electron), Annalen der Physik (3): 487—553
18. ↑  Planck M (1907). Nachtrag zu der Besprechung der Kaufmannschen Ablenkungsmessungen. Verhandlungen der Deutschen Physikalischen Gesellschaft. 9.
19. ↑  Bestelmeyer, A. (1907). Spezifische Ladung und Geschwindigkeit der durch Röntgenstrahlen erzeugten Kathodenstrahlen. Annalen der Physik. 327 (3): 429—447. Bibcode:1907AnP...327..429B. doi:10.1002/andp.19073270303.
20. ↑  Bucherer, A. H. (1909). Die experimentelle Bestätigung des Relativitätsprinzips. Annalen der Physik. 333 (3): 513—536. Bibcode:1909AnP...333..513B. doi:10.1002/andp.19093330305.
21. ↑  Wolz, Kurt (1909). Die Bestimmung von e/m0. Annalen der Physik. 335 (12): 273—288. Bibcode:1909AnP...335..273W. doi:10.1002/andp.19093351206.
22. ↑  Bestelmeyer, A. H. (1909). Bemerkungen zu der Abhandlung Hrn. A. H. Bucherers: Die experimentelle Bestätigung des Relativitätsprinzips. Annalen der Physik. 335 (11): 166—174. Bibcode:1909AnP...335..166B. doi:10.1002/andp.19093351105.
23. ↑  Bucherer, A. H. (1909). Antwort auf die Kritik des Hrn. E. Bestelmeyer bezüglich meiner experimentellen Bestätigung des Relativitätsprinzips. Annalen der Physik. 335 (11): 974—986. Bibcode:1909AnP...335..974B. doi:10.1002/andp.19093351506.
24. ↑  Bestelmeyer, A. H. (1910). Erwiderung auf die Antwort des Hrn. A. H. Bucherer. Annalen der Physik. 337 (6): 231—235. Bibcode:1910AnP...337..231B. doi:10.1002/andp.19103370609.
25. ↑  Bucherer, A. H. (1910). Erwiderung auf die Bemerkungen des Hrn. A. Bestelmeyer. Annalen der Physik. 338 (14): 853—856. Bibcode:1910AnP...338..853B. doi:10.1002/andp.19103381414.
26. ↑  Hupka, E. (1910). Beitrag zur Kenntnis der trägen Masse bewegter Elektronen. Annalen der Physik. 336 (1): 169—204. Bibcode:1909AnP...336..169H. doi:10.1002/andp.19093360109.
27. ↑  Heil, W. (1910). Diskussion der Versuche über die träge Masse bewegter Elektronen. Annalen der Physik. 336 (3): 519—546. Bibcode:1910AnP...336..519H. doi:10.1002/andp.19103360305.
28. ↑  Hupka, E. (1910). Zur Frage der trägen Masse bewegter Elektronen. Annalen der Physik. 338 (12): 400—402. Bibcode:1910AnP...336..519H. doi:10.1002/andp.19103360305.
29. ↑  Heil, W. (1910). Zur Diskussion der Hupkaschen Versuche über die träge Masse bewegter Elektronen. Annalen der Physik. 338 (12): 403—413. Bibcode:1910AnP...338..403H. doi:10.1002/andp.19103381210.
30. ↑  Neumann, Günther (1914). Die träge Masse schnell bewegter Elektronen. Annalen der Physik. 350 (20): 529—579. Bibcode:1914AnP...350..529N. doi:10.1002/andp.19143502005.
31. ↑  C.E. Guye (1915). Vérification expérimentale de la formule de Lorentz–Einstein par les rayons cathodiques de grande vitesse. Comptes Rendus Acad. Sci. 161: 52—55.
32. ↑  C.E. Guye (1915). Vérification expérimentale de la formule de Lorentz–Einstein par les rayons cathodiques de grande vitesse. Archives des sciences physiques et naturelles. 42: 286ff.
33. ↑  Zahn, C. T.; Spees, A. A. (1938), A Critical Analysis of the Classical Experiments on the Variation of Electron Mass, Physical Review, 53 (7): 511—521, doi:10.1103/PhysRev.53.511
34. ↑  P. S. Faragó; L. Jánossy (1957), Review of the experimental evidence for the law of variation of the electron mass with velocity, Il Nuovo Cimento, 5 (6): 379—383, doi:10.1007/BF02856033
35. ↑  Glitscher, Karl (1917). Spektroskopischer Vergleich zwischen den Theorien des starren und des deformierbaren Elektrons. Annalen der Physik. 357 (6): 608—630. Bibcode:1917AnP...357..608G. doi:10.1002/andp.19173570603.
36. ↑  Rogers, M. M. (1940), A Determination of the Masses and Velocities of Three Radium B Beta-Particles, Physical Review, 57 (5): 379—383, doi:10.1103/PhysRev.57.379

### Вторинні джерела
1. ↑  Miller (1981), pp. 45-47
2. ↑  Pais (1982), pp. 155—159
3. ↑  Miller (1981), pp. 55-67
4. ↑  Miller (1981), pp. 47-54
5. ↑  Staley (2009), pp. 223—233
6. ↑  Miller (1981), pp. 55-67
7. ↑  Staley (2008), pp. 229—233
8. ↑  Miller (1981), pp. 55-67
9. ↑  Janssen (2007), section 4
10. ↑  Janssen (2007), section 4
11. ↑  Staley (2008), pp. 241—242
12. ↑  Miller (1981), pp. 228—232
13. ↑  Staley (2008), pp. 242—244
14. ↑  Miller (1981), pp. 232—235
15. ↑  Staley (2008), pp. 244—250
16. ↑  Miller (1981), pp. 345—350
17. ↑  Staley (2008), pp. 250—254
18. ↑  Pauli (1921), p. 636
19. ↑  Miller (1981), pp. 350—351
20. ↑  Staley (2008), pp. 254—257
21. ↑  Lorentz (1915), p. 339
22. ↑  Miller (1981), pp. 351—352
23. ↑  Janssen (2007), section 7
24. ↑  Pauli (1921), pp. 636—637
25. ↑  Janssen (2007), section 7